# Großpürschütz
Großpürschütz település Németországban, azon belül Türingiában. Lakosainak száma 369 fő (2023. december 31.).

## Népesség
A település népességének változása:
| Lakosok száma | 390  | 393  | 376  | 372  | 369  |
|               | 2017 | 2019 | 2021 | 2022 | 2023 |